# Plzeňský dětský sbor
Plzeňský dětský sbor, také PDS, je dětský pěvecký sbor z Plzně. Byl založen v roce 1980 sbormistryní Hanou Fridrichovou a klavíristkou Alenou Tupou. Od roku 2005 vede sbor sbormistryně Bedřiška Koželuhová, na klavír sbor doprovází Daniela Pytelková a Jaroslava Šálková. Prezidentem sboru je Jiří Hlobil.
Sbor spolupracuje i se zahraničními sbory z Francie, Japonska, Německa, Bulharska a dalšími. V roce 2013 nacvičili společně se sborem Cantemus z Regensburgu dětskou operu Brundibár, která byla za druhé světové války uvedena v ghettu Terezín.